# Episodi di Ben Casey (quarta stagione)
La quarta stagione della serie televisiva Ben Casey è andata in onda negli Stati Uniti dal 14 settembre 1964 al 17 maggio 1965 sulla ABC.
| nº | Titolo originale                              | Prima TV USA | Titolo italiano   | Prima TV Italia |
| -- | --------------------------------------------- | ------------ | ----------------- | --------------- |
| 1  | August is the Month Before Christmas          |              | 14 settembre 1964 |                 |
| 2  | A Bird in the Solitude Singing                |              | 21 settembre 1964 |                 |
| 3  | But Who Shall Beat the Drums?                 |              | 28 settembre 1964 |                 |
| 4  | Autumn Without Red Leaves                     |              | 5 ottobre 1964    |                 |
| 5  | You Fish or You Cut Bait                      |              | 12 ottobre 1964   |                 |
| 6  | For Jimmy, the Best of Everything             |              | 19 ottobre 1964   |                 |
| 7  | Woods Full of Question Marks                  |              | 26 ottobre 1964   |                 |
| 8  | A Thousand Words are Mute                     |              | 9 novembre 1964   |                 |
| 9  | Money, a Horse, and a Knowledge of Latin      |              | 16 novembre 1964  |                 |
| 10 | A Disease of the Heart Called Love            |              | 23 novembre 1964  |                 |
| 11 | Kill the Dream, but Spare the Dreamer         |              | 30 novembre 1964  |                 |
| 12 | Courage at 3 A.M.                             |              | 7 dicembre 1964   |                 |
| 13 | This Wild, Wild, Wild Waltzing World          |              | 14 dicembre 1964  |                 |
| 14 | A Boy is Standing Outside the Door            |              | 4 gennaio 1965    |                 |
| 15 | Where Does the Boomerang Go?                  |              | 11 gennaio 1965   |                 |
| 16 | Pas de Deux                                   |              | 18 gennaio 1965   |                 |
| 17 | Every Other Minute, It's the End of the World |              | 25 gennaio 1965   |                 |
| 18 | A Rambling Discourse on Egyptian Water Clocks |              | 1º febbraio 1965  |                 |
| 19 | When I am Grown to Man's Estate               |              | 8 febbraio 1965   |                 |
| 20 | A Man, a Maid, and a Marionette               |              | 22 febbraio 1965  |                 |
| 21 | A Dipperful of Water from a Poisoned Well     |              | 1º marzo 1965     |                 |
| 22 | A Little Fun to Match the Sorrow              |              | 8 marzo 1965      |                 |
| 23 | Minus That Rusty Old Hacksaw                  |              | 15 marzo 1965     |                 |
| 24 | Eulogy in Four Flats                          |              | 22 marzo 1965     |                 |
| 25 | Three Li'l Lambs                              |              | 29 marzo 1965     |                 |
| 26 | A Slave is on the Throne                      |              | 12 aprile 1965    |                 |
| 27 | Journeys End in Lovers Meeting                |              | 19 aprile 1965    |                 |
| 28 | The Day They Stole County General             |              | 26 aprile 1965    |                 |
| 29 | Did Your Mother Come From Ireland, Ben Casey? |              | 3 maggio 1965     |                 |
| 30 | From Sutter's Crick...and Beyond Farewell     |              | 10 maggio 1965    |                 |
| 31 | A Horse Named Stravinsky                      |              | 17 maggio 1965    |                 |

## August is the Month Before Christmas
- Titolo originale: August is the Month Before Christmas
- Diretto da: Allen Reisner
- Scritto da: John Kneubuhl

### Trama
- Guest star: Jessica Walter (Flora Farr), Ted Bessell (Albert Brian), Virginia Eiler (Kate Hancock), Margaret Leighton (Leila Farr), Stella Stevens (Jane Hancock), Juanita Moore, Jean-Michel Michenaud

## A Bird in the Solitude Singing
- Titolo originale: A Bird in the Solitude Singing
- Diretto da: John Meredyth Lucas
- Scritto da: John Meredyth Lucas

### Trama
- Guest star: Buck Taylor (Eddie Boyd), Richard Devon (Harry), Sara Taft (Mrs. Courtney), Patricia Hyland (Sally Erickson), Ben Piazza (dottor Mike Rogers), Stella Stevens (Jane Hancock), Virginia Eiler (Kate Hancock), Anne Francis (Gloria Fowler), Ward Wood (uomo)

## But Who Shall Beat the Drums?
- Titolo originale: But Who Shall Beat the Drums?
- Diretto da: Leo Penn
- Scritto da: Norman Jacob

### Trama
- Guest star: Susan Bay (Laurie Walton), John Anderson (Foster Hancock), Russell Collins (dottor Harrington), Stuart Margolin (Irv), Ben Piazza (dottor Mike Rogers), Stella Stevens (Jane Hancock), Virginia Eiler (Kate Hancock), Eduard Franz (dottor Emile Vrolic), Rip Torn (Paul Vrolic), Greg Mullavy (Jerry), Maree Cheatham

## Autumn Without Red Leaves
- Titolo originale: Autumn Without Red Leaves
- Diretto da: Mark Rydell
- Scritto da: Lou Shaw (soggetto); Norman Katkov e Chester Krumholz (sceneggiatura)

### Trama
- Guest star: Ben Piazza (dottor Mike Rogers), Stella Stevens (Jane Hancock), Collin Wilcox (Susan Morgan), Robert Culp (Eric Morgan)

## You Fish or You Cut Bait
- Titolo originale: You Fish or You Cut Bait
- Diretto da: Allen Reisner
- Scritto da: Norman Katkov

### Trama
- Guest star: Stella Stevens (Jane Hancock), Ben Piazza (dottor Mike Rogers), William Demarest (Leonard Lonsdale), Virginia Eiler (Kate Hancock), John Anderson (Foster Hancock)

## For Jimmy, the Best of Everything
- Titolo originale: For Jimmy, the Best of Everything
- Diretto da: Mark Rydell
- Scritto da: Barry Oringer

### Trama
- Guest star: Nicholas Colasanto (ambulanziere), Hari Rhodes (dottor Davis), John Bleiffer (Joseph Samuels), Charles Wagenheim, Steven Mario (Matty Callahan), Malachi Throne (dottor Jacob Morris), Peter Falk (dottor Jimmy Reynolds), Lee Grant (Anita Johnson), Joe E. Tata (dottor Stone), Grace Lenard (Miss Tillman)

## Woods Full of Question Marks
- Titolo originale: Woods Full of Question Marks
- Diretto da: Marc Daniels
- Scritto da: Ellis Marcus

### Trama
- Guest star: Barbara Bain (Tutor), Dane Clark (Eddie Huntsinger), Meg Wyllie (Mrs. Nicholson), June Reed (Kathy), Val Zimmer (Val), Irene Wasell (insegnante), Nancy Rennick (Emily Kincaid)

## A Thousand Words are Mute
- Titolo originale: A Thousand Words are Mute
- Diretto da: John Meredyth Lucas
- Scritto da: Allan Scott

### Trama
- Guest star: Jeanne Baird, Gene Roth, Tyler McVey, Pippa Scott, Robert Sampson, Elisabeth Fraser, Stuart Nisbet, Phillip Crosby, Wilton Graff, Frances Osborne, Harriet MacGibbon

## Money, a Horse, and a Knowledge of Latin
- Titolo originale: Money, a Horse, and a Knowledge of Latin
- Diretto da: Charles Rondeau
- Scritto da: Oliver Crawford

### Trama
- Guest star: Barry Sullivan (dottor Arnold Swanson), Walter Brooke (Victor Lowell), Angela Greene (Ruth Lowell), John Boit (Fred)

## A Disease of the Heart Called Love
- Titolo originale: A Disease of the Heart Called Love
- Diretto da: Mark Rydell
- Scritto da: Pat Fielder

### Trama
- Guest star: Harry Davis (dottor Ferrara), Michael Murphy (Andy Andrews), Nydia Westman (Mrs. Simmons), Margaret Shinn (infermiera), Shelley Winters (Lydia Mitchum), Milt Kamen (dottor Charles Stevens), Sondra Blake (Sally Andrews), James Doohan (dottor Watson), Dorian Brown (Dora Hanson)

## Kill the Dream, but Spare the Dreamer
- Titolo originale: Kill the Dream, but Spare the Dreamer
- Diretto da: Allen Reisner
- Scritto da: Lionel E. Siegel

### Trama
- Guest star: Robert Ball, Jim Hayward, Darren McGavin, Peggy McCay, John Harding, John Lawrence, Allan Melvin, Rupert Crosse

## Courage at 3 A.M.
- Titolo originale: Courage at 3 A.M.
- Diretto da: John Erman
- Scritto da: Alfred Brenner

### Trama
- Guest star: Whit Bissell (dottor Ellis Turner), Janice Rule (dottor Elizabeth Willard), Booth Colman (dottor Norman Dreyfus), Lloyd Gough (dottor John Axelson), Ted de Corsia (Arnold)

## This Wild, Wild, Wild Waltzing World
- Titolo originale: This Wild, Wild, Wild Waltzing World
- Diretto da: Paul Wendkos
- Scritto da: Jack Curtis

### Trama
- Guest star: Joan Hackett (Molly Hill), John Zaremba (dottor Harold Jensen), Carol Anne Seflinger (Laura), Robert Loggia (John Hanavan), Joseph V. Perry (Shy Man)

## A Boy is Standing Outside the Door
- Titolo originale: A Boy is Standing Outside the Door
- Diretto da: John Meredyth Lucas
- Scritto da: Theodore Apstein

### Trama
- Guest star: William Marshall (dottor Henry Wellick), Susan Flannery, Maureen O'Sullivan (Irene Crain), Elsa Lanchester (Miriam Crain), Tony Bill (Paul Crain)

## Where Does the Boomerang Go?
- Titolo originale: Where Does the Boomerang Go?
- Diretto da: John Meredyth Lucas
- Scritto da: P.K. Palmer

### Trama
- Guest star: Robert Random (Luke Creely), Irene Tedrow (nuora), Lindsay Crosby (Sharpie), Baruch Lumet (vecchio), Norman Fell (Manny Berger), George Hamilton (dottor Geoffrey Collicott), Aneta Corsaut (Hanna Berger), Charles McGraw (Joe Creely), William Phipps (patologo)

## Pas de Deux
- Titolo originale: Pas de Deux
- Diretto da: Marc Daniels
- Scritto da: Dick Nelson

### Trama
- Guest star: Dan Tobin, Harvey Lembeck, Chet Stratton, Nancy Wong, Norman Burton, Carole Anderson, R. N. Bullard, Alfred Ryder, Susan Oliver

## Every Other Minute, It's the End of the World
- Titolo originale: Every Other Minute, It's the End of the World
- Diretto da: Vince Edwards
- Scritto da: Sam Ross

### Trama
- Guest star: Patricia Hyland (Trudi Mueller), John Zaremba (dottor Harold Jensen), Dennis Robertson (Harry Kline), Francis Lederer (Otto Mueller), Joseph Sirola (Ned)

## A Rambling Discourse on Egyptian Water Clocks
- Titolo originale: A Rambling Discourse on Egyptian Water Clocks
- Diretto da: John Meredyth Lucas
- Scritto da: Howard Dimsdale

### Trama
- Guest star: Cyril Delevanti, R. N. Bullard, Walter Koenig (Tom Davis), Peter Haskell (James Tevlin), Barbara Barrie, Richard Castle, Ron Whalen

## When I am Grown to Man's Estate
- Titolo originale: When I am Grown to Man's Estate
- Diretto da: Leo Penn
- Scritto da: Michael Zagor

### Trama
- Guest star: Patricia Hyland (Miss Lindstrom), Dick Wessel (Theater Manager), Madeleine Sherwood (Mrs. McMasters), Donald Losby (Colin McMasters), Benny Goldberg (camionista), Annazette Williams (tecnico), Roddy McDowall (Dwight Franklin)

## A Man, a Maid, and a Marionette
- Titolo originale: A Man, a Maid, and a Marionette
- Diretto da: Marc Daniels
- Scritto da: Merwin Gerard

### Trama
- Guest star: Marsha Hunt (Helen Dawson), Tim McIntire (Jerry Dawson), Eddie Paskey (poliziotto), Van Johnson (Frank Dawson), Indus Arthur (Amy Peters), Margaret Ward (Miss Diamond)

## A Dipperful of Water from a Poisoned Well
- Titolo originale: A Dipperful of Water from a Poisoned Well
- Diretto da: John Meredyth Lucas
- Scritto da: Lester Pine

### Trama
- Guest star: Joanna Frank (Carla Lanz), Mark Sturges (Sean Boone), Viveca Lindfors (Mrs. Boone), Denny Miller (Wesley Boone), Sidney Clute (Sam), Garry Walberg (Mac), Brenda Shayne (infermiera), William Stevens (tecnico), Hans Conried (Kevin Boone)

## A Little Fun to Match the Sorrow
- Titolo originale: A Little Fun to Match the Sorrow
- Diretto da: Jerry Lewis
- Scritto da: Chester Krumholz

### Trama
- Guest star: Jerry Lewis (dottor Dennis Green), James Best (dottor Joe Sullivan), Tige Andrews (Dave McClusky), Robert H. Harris (Burns), Dianne Foster (Karen Fischer)

## Minus That Rusty Old Hacksaw
- Titolo originale: Minus That Rusty Old Hacksaw
- Diretto da: Leon Benson
- Scritto da: Ellis Marcus e Al C. Ward

### Trama
- Guest star: Bob Morgan (Frank Peebles), Marilyn Wayne (Doris Neeley), Joe De Santis (Charlie Hoffman), Ken Drake (Dunn), Ethel Geary (infermiera Lovejoy), Sheryl Fromberg (receptionist), Gloria Swanson (Victoria Hoffman)

## Eulogy in Four Flats
- Titolo originale: Eulogy in Four Flats
- Diretto da: Vince Edwards
- Scritto da: Chester Krumholz

### Trama
- Guest star: Norma Connolly, Guy Wilkerson, Jon Silo, Pat Cardi, Donna Anderson (Ellen), Ira Barmak, Lee Tracy (Baker), Tom Drake (Monty)

## Three Li'l Lambs
- Titolo originale: Three Li'l Lambs
- Diretto da: Vince Edwards
- Scritto da: Rod Alexander

### Trama
- Guest star: Norman Alden (Charlie Troy), Nicky Blair (Herbie), Marlo Thomas (Claire Schaeffer), Carroll O'Connor (dottor Clarke), Davis Roberts (Quint), Charles Seel (Barron), Dennis Crosby (Sam), Bill Erwin, Kathy Kersh (Tina), Nick Adams (Orin Reid)

## A Slave is on the Throne
- Titolo originale: A Slave is on the Throne
- Diretto da: Alex March
- Scritto da: Lee Berg (soggetto); Chester Krumholz (sceneggiatura)

### Trama
- Guest star: Nancy Berg (Felice), Colette Jackson (ragazza), K. L. Smith (Joe), Gene Dynarski (barista), Jack Klugman (dottor Bill Justin), John Zaremba (dottor Harold Jensen), Brenda Howard (infermiera), Pippa Scott (Jeanne Justin)

## Journeys End in Lovers Meeting
- Titolo originale: Journeys End in Lovers Meeting
- Diretto da: Alan Crosland Jr.
- Scritto da: Pat Fielder

### Trama
- Guest star: Ellen Corby (Mrs. Jacoby), Len Wayland, Argentina Brunetti (Mrs. Sanchez), S. John Launer (Prescott), Julie Parrish (Maria Sanchez), Red Buttons (Bill Jacoby), John Zaremba (dottor Harold Jensen), Pamela McMyler, Jon Lormer (dottor Martinson), Kip King (Victor), Antoinette Bower (Julie Jacoby)

## The Day They Stole County General
- Titolo originale: The Day They Stole County General
- Diretto da: Marc Daniels
- Scritto da: Sheldon Stark

### Trama
- Guest star: Cliff Norton (Rooney), Sharon Farrell (Penny Carson), Larry Hovis (Elevator Man), Mary Wickes (Miss Brink), Harry Landers (dottor Ted Hoffman), Bettye Ackerman (dottor Maggie Graham), Jeanne Bates (Miss Wills), Nick Dennis (Nick Kanavaras), Howard Da Silva (Ulysses Pagoras), Lee Krieger (George)

## Did Your Mother Come From Ireland, Ben Casey?
- Titolo originale: Did Your Mother Come From Ireland, Ben Casey?
- Diretto da: Allen Reisner
- Scritto da: D.C. Fontana

### Trama
- Guest star: William Long, Jr. (dottor Carlin), Ray Joyer (Orderly), Stephen Coit (Chase), Michael Pataki (dottor Cellini), Cesar Romero (Frederic Delano), Tom Bosley (Timothy Michael MacMurrough), Eleanor Berry (Mrs. Chase), Bill Mumy (Victor Chase)

## From Sutter's Crick...and Beyond Farewell
- Titolo originale: From Sutter's Crick...and Beyond Farewell
- Diretto da: Irving Lerner
- Scritto da: Jack Curtis

### Trama
- Guest star: Wilfrid Hyde-White, K. L. Smith, John Megna

## A Horse Named Stravinsky
- Titolo originale: A Horse Named Stravinsky
- Diretto da: Alan Crosland Jr.
- Scritto da: Barry Oringer

### Trama
- Guest star: John Qualen, Everett Sloane, Michael Murphy (dottor Paul Galloway), Carlos Romero, John Hubbard, Percy Rodriguez, Eartha Kitt, Paul Lukather